# Южноамериканский театр Семилетней войны
Южноамериканский театр военных действий Семилетней войны являлся периферийным по отношению к прочим участкам военных действий Семилетней войны. Фактически, в рамках войны продолжалось выяснение испано-португальских отношений.

## Предыстория
Поначалу Испания держала нейтралитет, но всё изменилось, когда испанский король Фернандо VI скончался в 1759 году, и престол унаследовал его младший брат Карлос III, подписавший 25 августа 1761 так называемый «Семейный пакт» с Францией. 4 января 1762 года Великобритания объявила Испании войну. Испания согласилась по просьбе Франции атаковать нейтральную Португалию, являвшуюся экономическим партнёром Великобритании.

## Ход боевых действий
Сразу после объявления войны Великобританией в Буэнос-Айрес был отправлен из Испании фрегат с приказом атаковать Колонию-дель-Сакраменто, основанную португальцами в 1680 году в зоне, которую испанцы считали своей. Губернатор Рио-де-ла-Платы Педро Антонио де Севальос собрал необходимые войска и суда, и в сентябре 1762 года пересёк Рио-де-ла-Плата, высадившись 14 сентября на северном берегу. 1 октября к испанцам присоединились 1200 индейцев, и 5 октября началась осада португальской колонии. Португальцы оказались плохо подготовлены к войне, и 31 октября капитулировали.
Британская Ост-Индская компания решила организовать вторжение в испанские южноамериканские владения, и приобрела у Адмиралтейства два старых линейных корабля. 30 августа эта небольшая эскадра под командованием Роберта Макнамары вышла из Лиссабона и прибыла в Рио-де-Жанейро, где к ней присоединились два португальских военных корабля и пять транспортов с 500 пехотинцами на борту. 2 ноября объединённая англо-португальская эскадра вышла из Рио-де-Жанейро для атаки Буэнос-Айреса и Монтевидео, но вскоре отказалась от своих намерений, так как оказалось, что испанцы хорошо подготовились к бою.
6 января 1763 года Макнамара решил отбить Колонию-дель-Сакраменто. К городу подошли 60-пушечный британский «Лорд Клайв» (бывший «Кингстон» 1697 года постройки) и 40-пушечный «Эмбаскэйд», а также португальский 38-пушечник «Глория». Встав на якорь у берега, они начали обстрел, но неожиданно получили отпор от испанской береговой батареи. После трёхчасовой перестрелки на «Лорде Клайве» вспыхнул пожар, быстро распространившийся по кораблю, в результате которого тот взорвался и затонул. Среди 272 погибших был и командир экспедиции капитан Макнамара. Тяжело повреждённые «Эмбаскэйд» и «Глория» ретировались.
Весной 1763 года Севальос отправился со своей армией на восток, и 19 апреля взял крепость Санта-Тереза (около современного города Чуй на уругвайско-бразильской границе). Затем им были взята Санта-Текла и Сан-Мигель, и 24 апреля он прибыл к Риу-Гранди, где узнал о заключении мира.

## Итоги и последствия
В соответствии с условиями Парижского мирного договора все завоевания Севальоса были возвращены Португалии в обмен на возврат Великобританией испанских владений в Центральной Америке.